# Hibaldstow
Hibaldstow est un village et une paroisse civile du Lincolnshire, en Angleterre. Il est situé dans le nord du comté, à 6 km au sud de la ville de Brigg. Administrativement, il relève du district du North Lincolnshire. Au recensement de 2011, il comptait 2 433 habitants.
Le nom du village fait référence à Hybald (en), un moine anglo-saxon de la fin du VIIe siècle.